# 褐毛四照花
褐毛四照花（学名：Cornus ferruginea）为山茱萸科山茱萸属的植物，是中国的特有植物。分布在中国大陆的贵州、广西、广东等地，生长于海拔200米至1,100米的地区，多生长于山谷密林中。

## 变种
- 缙云四照花（学名：Cornus ferruginea var. jinyunensis）是山茱萸科山茱萸属褐毛四照花的变种。分布在中国大陆的贵州、四川等地，生长于海拔750米的地区，多生长在森林中
- 江西褐毛四照花（学名：Cornus ferruginea var. jiangxiensis）是山茱萸科山茱萸属褐毛四照花的变种。分布于中国大陆的江西等地，多生长于山谷森林中。